# فخر السويدي (فلم)
فخر السويدي فيلم كوميدي سعودي بدأ عرضه في صالات السينما في 8 مايو 2025م، وهو من بطولة فهد المطيري وفيصل الأحمري وسعيد القحطاني ويزيد الموسى، وكتابة يزيد الموسى، وإخراج هشام فتحي وعبد الله بامجبور وأسامة صالح.

## القصة
تدور أحداث القصة داخل أسوار مدرسة ثانوية للبنين في حي السويدي، في العاصمة الرياض، حيث يحاول بطل الفيلم «شاهين»، البحث عن طريقة يُثبت من خلالها تميّز مدرسته، فيتوصل إلى فكرة مبتكرة بإنشاء «الفصل الشرعي»، كقسم دراسي يحمل طابعاً مختلفاً عن بقية الفصول، ظناً منه أن هذه الخطوة سترفع من شأن المدرسة وتجعلها محط الأنظار، لكنه يواجه تحديات من مالك المدرسة وأخيه (معين) الذي يسعى لجلب استثمار خارجي للمدرسة.
ويجمع الفصل الشرعي مجموعة من الطلاب، منهم: (زياد) العائد من أمريكا بعقلية مختلفة ومتمردة، و(مازن) سريع الانفعال كثير المضاربات، و(سعيد) الطالب التائب الذي يسعى لتحسين صورته.

## طاقم العمل
| م  | الممثل            | الدور       |
| -- | ----------------- | ----------- |
| 1  | فهد المطيري       | شاهين       |
| 2  | فيصل الأحمري      | زياد        |
| 3  | سعيد القحطاني     | مازن        |
| 4  | يزيد الموسى       | سعيد        |
| 5  | مهند الصالح       |             |
| 6  | ياسين غزاوي       |             |
| 7  | عبد العزيز المبدل |             |
| 8  | أسامة القس        |             |
| 9  | نايف الفواز       |             |
| 10 | أسامة صالح        |             |
| 11 | صلاح الدالي       |             |
| 12 | عبد الله أحمد     | [ 2 ] [ 7 ] |